# Loudon (Tennessee)
Loudon es un pueblo ubicado en el condado de Loudon en el estado estadounidense de Tennessee. En el Censo de 2010 tenía una población de 5.381 habitantes y una densidad poblacional de 145,98 personas por km².

## Geografía
Loudon se encuentra ubicado en las coordenadas 35°44′28″N 84°21′40″O / 35.74111, -84.36111. Según la Oficina del Censo de los Estados Unidos, Loudon tiene una superficie total de 36.86 km², de la cual 35.79 km² corresponden a tierra firme y (2.92%) 1.07 km² es agua.

## Demografía
Según el censo de 2010, había 5.381 personas residiendo en Loudon. La densidad de población era de 145,98 hab./km². De los 5.381 habitantes, Loudon estaba compuesto por el 83.16% blancos, el 2.94% eran afroamericanos, el 0.22% eran amerindios, el 1.17% eran asiáticos, el 0.11% eran isleños del Pacífico, el 10.93% eran de otras razas y el 1.47% pertenecían a dos o más razas. Del total de la población el 16.09% eran hispanos o latinos de cualquier raza.